# Keiko Ikeda
Keiko Ikeda, z domu Tanaka (jap. 田中-池田 敬子. ur. 11 listopada 1933 w Mihara, zm. 13 maja 2023 w Kawasaki) – japońska gimnastyczka, medalistka olimpijska i wielokrotna medalistka mistrzostw świata.

## Życiorys
Zdobyła złoty medal w ćwiczeniach na równoważni na mistrzostwach świata w 1954 w Rzymie, a w wieloboju zajęła 8. miejsce. Na igrzyskach olimpijskich w 1956 w Melbourne zajęła 13 miejsce w wieloboju, 4. miejsce (ex aequo z Evą Bosákovą z Czechosłowacji i Sofją Muratową ze Związku Radzieckiego) w ćwiczeniach wolnych, 16.–18. miejsce w skoku przez konia, 17. miejsce w ćwiczeniach na poręczach i 21.–22. miejsce w ćwiczeniach na równoważni. W drużynie zajęła 6. miejsca w wieloboju i ćwiczeniach z przyborem.
Na mistrzostwach świata w 1958 w Moskwie zdobyła brązowe medale w ćwiczeniach wolnych i na równoważni. W wieloboju indywidualnie zajęła 5. miejsce, a drużynowo 4. miejsce. Zajęła 6. miejsce w wieloboju indywidualnym, 4. miejsce w drużynie, 5. miejsca w ćwiczeniach na poręczach i na równoważni, 12.–14. miejsce w ćwiczeniach wolnych i 18. miejsce w skoku na igrzyskach olimpijskich w 1960 w Rzymie. Zdobyła brązowe medale w wieloboju drużynowym i ćwiczeniach na równoważni (razem z Anikó Ducza z Węgier) i zajęła 6. miejsce w wieloboju indywidualnym na mistrzostwach świata w 1962 w Pradze.
Zdobyła brązowy medal w wieloboju drużynowym, a także zajęła 6. miejsca w wieloboju indywidualnym i ćwiczeniach na równoważni, 7. miejsce w ćwiczeniach wolnych, 9. miejsce w skoku i 16.–17. miejsce w ćwiczeniach na poręczach na igrzyskach olimpijskich w 1964 w Tokio. Zdobyła srebrny medal w ćwiczeniach na poręczach oraz brązowe medale w wieloboju indywidualnie i drużynowo, a także zajęła 4. miejsce w ćwiczeniach na równoważni na mistrzostwach świata w 1966 w Dortmundzie.
W 2002 została uhonorowana miejscem w International Gymnastics Hall of Fame.
Zmarła 13 maja 2023 w domu opieki w Kawasaki z powodu choroby nowotworowej (nowotwór mózgu).